# Låsjön, Ångermanland
Låsjön är en sjö i Örnsköldsviks kommun i Ångermanland och ingår i Moälvens huvudavrinningsområde. Sjön har en area på 0,422 kvadratkilometer och ligger 299,1 meter över havet. Sjön avvattnas av vattendraget Hällån.

## Delavrinningsområde
Låsjön ingår i det delavrinningsområde (704072-158564) som SMHI kallar för Utloppet av Låsjön. Medelhöjden är 324 meter över havet och ytan är 3,92 kvadratkilometer. Det finns inga avrinningsområden uppströms utan avrinningsområdet är högsta punkten. Hällån som avvattnar avrinningsområdet har biflödesordning 3, vilket innebär att vattnet flödar genom totalt 3 vattendrag innan det når havet efter 102 kilometer. Avrinningsområdet består mestadels av skog (86 procent). Avrinningsområdet har 0,42 kvadratkilometer vattenytor vilket ger det en sjöprocent på 10,8 procent.